# Johann Philipp Achilles Leisler

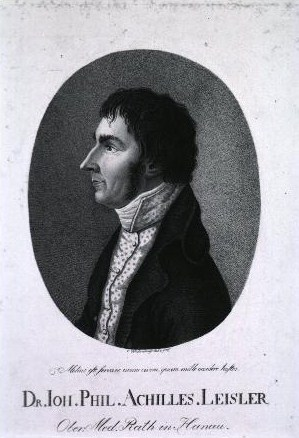
Johann Philipp Achilles Leisler (okänt datum).

Johann Philipp Achilles Leisler (född 1 augusti 1771 eller 1772 i Hanau, död 8 december 1813 i samma stad) var en tysk-romersk läkare, naturvetare, ornitolog och zoolog. Leisler gifte sig med Sophie von Wedekind. Deras dotter Luise von Plönnies (1803–1872) är känd för sin poesi och sina dramer.

## Yrkesliv
I sina vetenskapliga publikationer namngav Leisler ett antal fåglar, inklusive mosnäppa (Calidris temminckii) som han döpte efter sin vän Coenraad Jacob Temminck (1778–1858), nederländsk zoolog och aristokrat. Bland andra arter som namngivits av Leisler kan nämnas korttålärka (Calandrella brachydactyla) och småsnäppa (Calidris minuta).
Mindre brunfladdermus (Nyctalus leisleri, tidigare också kallad "Leislers fladdermus"), är uppkallad efter honom.
Leisler var en av medgrundarna av det naturvetenskapliga sällskapet Wetterauische Gesellschaft für die gesamte Naturkunde zu Hanau 1808. Societén, som vanligtvis bara kallas "Wetterauische Gesellschaft", är det äldsta naturvetenskapliga sällskapet i Tyskland.